# Francisco Romero Robledo
Francisco Romero Robledo (Antequera, 8 de març de 1838 - Madrid, 3 de març de 1906) va ser un advocat i polític espanyol. Va ser ministre de Foment durant el regnat d'Amadeu I, ministre de Governació durant el regnat d'Alfons XII, i ministre d'Ultramar i ministre de Gràcia i Justícia durant la regència de Maria Cristina d'Habsburg-Lorena.

## Biografia
Llicenciat en Dret en 1862, en aquest mateix any va obtenir la seva primera acta de diputat per la Unió Liberal representant de Màlaga i mantenint aquest escó fins a 1866. Va participar activament en la revolució de 1868 que destronaria a Isabel II formant part de la Junta Revolucionària de Madrid. Va passar a militar al Partit Constitucional de Sagasta amb el qual va obtenir escó per la circumscripció de Màlaga a les eleccions de 1869 a 1872 i arribant a ser nomenat sotssecretari de Governació en 1871 i ministre de Foment entre el 20 de febrer i el 26 de maig de 1872.
Amb la proclamació el 1873 de la I República, torna a ser escolli diputat, aquest cop per Lleó i se situa entre els detractors del règim republicà, acostant-se políticament a Cánovas i a la seva idea d'assolir la restauració borbònica. Assolida aquesta, continuarà sent elegit diputat fins a les eleccions de 1898, i serà ministre de Governació tres cops: entre el 31 de desembre de 1874 i el 7 de març de 1879 en els governs que presidirien successivament Cánovas i Soler; entre el 9 de desembre de 1879 i el 8 de febrer de 1881 i entre el 18 de gener de 1884 i el 13 de juliol de 1885 en sengles gabinets que novament presidiria Antonio Cánovas.

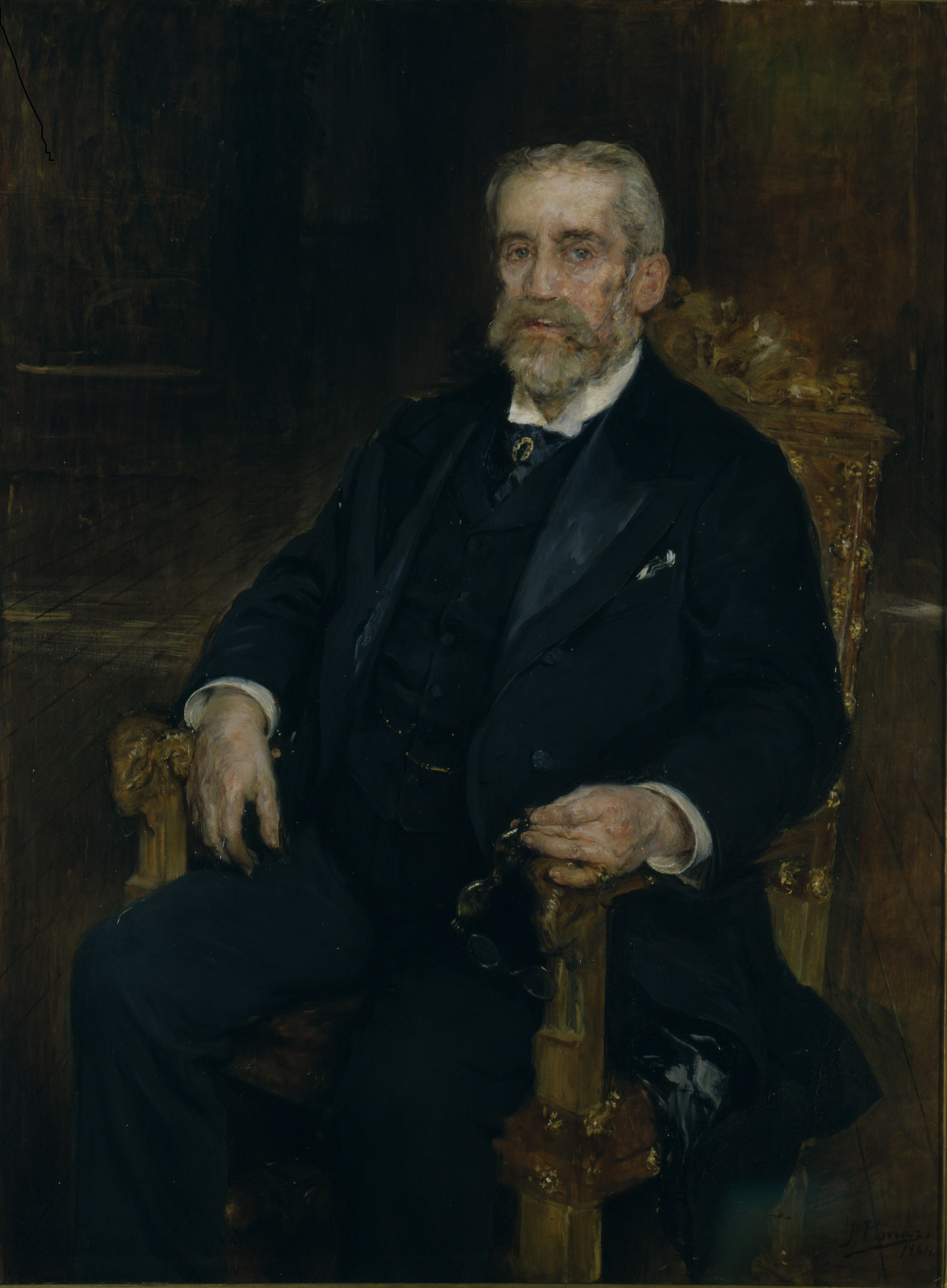
Francisco Romero Robledo, 1904. Oli d'Ignacio Pinazo Camarlench. Conservat al Congrés dels Diputats.

La cessió del poder als liberals que després de la mort d'Alfons XII s'havia acordat entre Sagasta i Cánovas al Pacte del Pardo, va provocar la seva ruptura amb Cánovas i l'acostament al general López Dominguez amb qui va formar el 1886 el Partit Liberal-Reformista, però retornaria a les files del Partit Conservador el 1890, iniciant una nova etapa en la qual ocuparà les carteres ministerials d'Ultramar, entre el 23 de novembre de 1891 i l'11 de desembre de 1892, i de Gràcia i Justícia, entre el 23 de març i el 14 de desembre de 1895, en ambdós casos sota la presidència de Cánovas.
A la mort de Cánovas el 1897 va ser incapaç d'aconseguir el lideratge del partit, i per això hi va crear la seva pròpia facció, coneguda com a "romerista", arribant a presidir el Congrés entre 1903 i 1905, període en el qual va haver de plantar cara fins a tres vots de censura.
Va morir el 3 de març de 1906 a Madrid.